# Alpiner Skiweltcup 1973/74
Die Saison 1973/74 des von der FIS veranstalteten Alpinen Skiweltcups begann am 3. Dezember 1973 (Männer) bzw. am 9. Dezember (Frauen) in Val-d’Isère und endete am 10. März 1974 in Vysoké Tatry. Bei den Männern wurden 21 Rennen ausgetragen (je 7 Abfahrten, Riesenslaloms und Slaloms). Bei den Frauen waren es 17 Rennen (5 Abfahrten, 6 Riesenslaloms, 6 Slaloms).
Erstmals gab es überhaupt keine Überseerennen (das heißt alle Bewerbe fanden in Europa statt). Höhepunkt der Saison waren die Weltmeisterschaften 1974 in St. Moritz.

## Weltcupwertungen

### Gesamt
| Rang | Name                      | Punkte |
| ---- | ------------------------- | ------ |
| 01.  | Piero Gros                | 181    |
| 02.  | Gustav Thöni              | 165    |
| 03.  | Hans Hinterseer           | 162    |
| 04.  | Roland Collombin          | 140    |
| 05.  | Franz Klammer             | 125    |
| 06.  | Erwin Stricker            | 098    |
| 07.  | David Zwilling            | 095    |
| 08.  | Johann Kniewasser         | 067    |
| 09.  | Christian Neureuther      | 066    |
| 09.  | Herbert Plank             | 066    |
| 11.  | Helmuth Schmalzl          | 065    |
| 12.  | Ingemar Stenmark          | 062    |
| 13.  | Reinhard Tritscher        | 059    |
| 14.  | Fausto Radici             | 049    |
| 15.  | Francisco Fernández Ochoa | 046    |
| 16.  | Werner Grissmann          | 042    |
| 17.  | Bernhard Russi            | 040    |
| 18.  | Karl Cordin               | 037    |
| 19.  | Giuliano Besson           | 030    |
| 20.  | Walter Tresch             | 029    |

| Rang | Name                | Punkte |
| ---- | ------------------- | ------ |
| 21.  | Stefano Anzi        | 25     |
| 21.  | Hubert Berchtold    | 25     |
| 21.  | Jim Hunter          | 25     |
| 24.  | Thomas Hauser       | 24     |
| 25.  | Engelhard Pargätzi  | 23     |
| 26.  | Bob Cochran         | 20     |
| 26.  | Max Rieger          | 20     |
| 26.  | Hansjörg Schlager   | 20     |
| 29.  | Josef Walcher       | 19     |
| 30.  | Jan Bachleda        | 17     |
| 30.  | Manfred Grabler     | 17     |
| 30.  | Erik Håker          | 17     |
| 30.  | Philippe Roux       |        |
| 34.  | Peter Feyrsinger    | 16     |
| 35.  | Josef Pechtl        | 13     |
| 36.  | Edmund Bruggmann    | 12     |
| 37.  | Roman Dereziński    | 11     |
| 37.  | Tino Pietrogiovanna | 11     |
| 39.  | Manfred Jakober     | 08     |
| 40.  | Wolfgang Junginger  | 07     |

| Rang | Name                   | Punkte |
| ---- | ---------------------- | ------ |
| 41.  | Andrzej Bachleda-Curuś | 6      |
| 41.  | Carlo Demetz           | 6      |
| 41.  | Alois Morgenstern      | 6      |
| 41.  | Marcello Varallo       | 6      |
| 41.  | Walter Vesti           | 6      |
| 46.  | Claude Perrot          | 5      |
| 47.  | Reto Beeli             | 4      |
| 47.  | Otto Berger            | 4      |
| 49.  | Anton Dorner           | 3      |
| 49.  | Sepp Ferstl            | 3      |
| 49.  | Willi Frommelt         | 3      |
| 49.  | Craig Gorder           | 3      |
| 49.  | Leopold Gruber         | 3      |
| 49.  | Ilario Pegorari        | 3      |
| 49.  | Don Rowles             | 3      |
| 49.  | Miloslav Sochor        | 3      |
| 49.  | Heinz Weixelbaum       | 3      |
| 58.  | Roland Roche           | 2      |
| 59.  | Laurent Mazzili        | 1      |
| 59.  | Alain Navillod         | 1      |
| 59.  | Johann Penzl           | 1      |
| 59.  | Andreas Sprecher       | 1      |

| Rang | Name                  | Punkte |
| ---- | --------------------- | ------ |
| 01.  | Annemarie Moser-Pröll | 268    |
| 02.  | Monika Kaserer        | 153    |
| 03.  | Hanni Wenzel          | 144    |
| 04.  | Christa Zechmeister   | 129    |
| 05.  | Fabienne Serrat       | 127    |
| 06.  | Marie-Theres Nadig    | 123    |
| 07.  | Rosi Mittermaier      | 116    |
| 08.  | Lise-Marie Morerod    | 077    |
| 09.  | Wiltrud Drexel        | 072    |
| 10.  | Kathy Kreiner         | 070    |
| 11.  | Irmgard Lukasser      | 063    |
| 12.  | Traudl Treichl        | 056    |
| 13.  | Claudia Giordani      | 055    |
| 14.  | Barbara Ann Cochran   | 46     |
| 15.  | Cindy Nelson          | 43     |
| 16.  | Ingrid Gfölner        | 42     |
| 17.  | Jacqueline Rouvier    | 41     |
| 18.  | Betsy Clifford        | 32     |
| 19.  | Danièle Debernard     | 24     |
| 20.  | Lindy Cochran         | 23     |

| Rang | Name                      | Punkte |
| ---- | ------------------------- | ------ |
| 21.  | Patricia Emonet           | 19     |
| 21.  | Monika Jäger              | 19     |
| 23.  | Marilyn Cochran           | 17     |
| 24.  | Sandra Poulsen            | 09     |
| 24.  | Brigitte Totschnig        | 09     |
| 26.  | Michelle Jacot            | 07     |
| 27.  | Judy Crawford             | 6      |
| 27.  | Christina Tisot           | 6      |
| 29.  | Brigitte Kerscher-Schroll | 5      |
| 30.  | Martine Ducroz            | 4      |
| 30.  | Susie Patterson           | 4      |
| 32.  | Christine Rolland         | 3      |
| 32.  | Regina Sackl              | 3      |
| 34.  | Odile Chalvin             | 2      |
| 34.  | Ingrid Eberle             | 2      |
| 34.  | Irene Epple               | 2      |
| 34.  | Toril Førland             | 2      |
| 34.  | Marianne Ranner           | 2      |
| 34.  | Bernadette Zurbriggen     | 2      |
| 40.  | Laurie Kreiner            | 1      |

### Abfahrt
| Rang | Athlet             | Punkte |
| ---- | ------------------ | ------ |
| 1    | Roland Collombin   | 120    |
| 2    | Franz Klammer      | 100    |
| 3    | Herbert Plank      | 066    |
| 4    | Werner Grissmann   | 040    |
| 4    | Bernhard Russi     | 040    |
| 6    | Karl Cordin        | 037    |
| 7    | Reinhard Tritscher | 036    |
| 8    | David Zwilling     | 026    |
| 9    | Stefano Anzi       | 025    |
| 9    | Giuliano Besson    | 025    |

| Rang | Athletin              | Punkte |
| ---- | --------------------- | ------ |
| 1    | Annemarie Moser-Pröll | 120    |
| 2    | Marie-Theres Nadig    | 072    |
| 3    | Wiltrud Drexel        | 070    |
| 4    | Cindy Nelson          | 035    |
| 5    | Ingrid Gfölner        | 034    |
| 6    | Jacqueline Rouvier    | 032    |
| 7    | Betsy Clifford        | 025    |
| 8    | Irmgard Lukasser      | 020    |
| 9    | Claudia Giordani      | 014    |
| 10   | Monika Kaserer        | 012    |

### Riesenslalom
| Rang | Athlet             | Punkte |
| ---- | ------------------ | ------ |
| 1    | Piero Gros         | 110    |
| 2    | Hans Hinterseer    | 095    |
| 3    | Gustav Thöni       | 085    |
| 4    | Helmuth Schmalzl   | 055    |
| 5    | Erwin Stricker     | 048    |
| 6    | Ingemar Stenmark   | 037    |
| 7    | Hubert Berchtold   | 025    |
| 8    | Engelhard Pargätzi | 021    |
| 9    | Thomas Hauser      | 020    |
| 10   | Erik Håker         | 017    |
| 10   | Franz Klammer      | 017    |

| Rang | Athletin              | Punkte |
| ---- | --------------------- | ------ |
| 1    | Hanni Wenzel          | 71     |
| 2    | Fabienne Serrat       | 68     |
| 3    | Monika Kaserer        | 60     |
| 4    | Lise-Marie Morerod    | 55     |
| 5    | Traudl Treichl        | 44     |
| 6    | Claudia Giordani      | 41     |
| 7    | Annemarie Moser-Pröll | 35     |
| 8    | Kathy Kreiner         | 31     |
| 9    | Marie-Theres Nadig    | 28     |
| 10   | Christa Zechmeister   | 26     |

### Slalom
| Rang | Athlet                    | Punkte |
| ---- | ------------------------- | ------ |
| 1    | Gustav Thöni              | 80     |
| 2    | Christian Neureuther      | 65     |
| 3    | Johann Kniewasser         | 63     |
| 4    | Piero Gros                | 61     |
| 5    | Hans Hinterseer           | 56     |
| 6    | Ingemar Stenmark          | 51     |
| 7    | Fausto Radici             | 47     |
| 8    | Francisco Fernández Ochoa | 46     |
| 9    | David Zwilling            | 26     |
| 10   | Jan Bachleda              | 23     |

| Rang | Athletin              | Punkte |
| ---- | --------------------- | ------ |
| 1    | Christa Zechmeister   | 103    |
| 2    | Rosi Mittermaier      | 088    |
| 3    | Fabienne Serrat       | 063    |
| 4    | Hanni Wenzel          | 049    |
| 5    | Annemarie Moser-Pröll | 041    |
| 6    | Monika Kaserer        | 032    |
| 7    | Barbara Ann Cochran   | 026    |
| 8    | Lindy Cochran         | 023    |
| 9    | Lise-Marie Morerod    | 022    |
| 10   | Danièle Debernard     | 020    |

## Podestplatzierungen Herren

### Abfahrt
| Datum      | Ort                          | 1. Platz         | 2. Platz                     | 3. Platz                                       |
| ---------- | ---------------------------- | ---------------- | ---------------------------- | ---------------------------------------------- |
| 10.12.1973 | Val-d’Isère (FRA)            | Herbert Plank    | Werner Grissmann             | Franz Klammer                                  |
| 18.12.1973 | Zell am See (AUT)            | Karl Cordin      | Roland Collombin             | Peter Feyrsinger Manfred Grabler Josef Walcher |
| 22.12.1973 | Schladming (AUT)             | Franz Klammer    | Roland Collombin             | Bernhard Russi                                 |
| 06.01.1974 | Garmisch-Partenkirchen (FRG) | Roland Collombin | Franz Klammer                | Herbert Plank                                  |
| 12.01.1974 | Avoriaz (FRA)                | Roland Collombin | Franz Klammer                | Philippe Roux                                  |
| 19.01.1974 | Wengen (SUI)                 | Roland Collombin | Franz Klammer                | Herbert Plank                                  |
| 26.01.1974 | Kitzbühel (AUT)              | Roland Collombin | Stefano Anzi Giuliano Besson |                                                |

### Riesenslalom
| Datum      | Ort                        | 1. Platz         | 2. Platz         | 3. Platz         |
| ---------- | -------------------------- | ---------------- | ---------------- | ---------------- |
| 08.12.1973 | Val-d’Isère (FRA)          | Hans Hinterseer  | Helmuth Schmalzl | Piero Gros       |
| 16.12.1973 | Saalbach-Hinterglemm (AUT) | Hubert Berchtold | Thomas Hauser    | Hans Hinterseer  |
| 07.01.1974 | Berchtesgaden (FRG)        | Piero Gros       | Gustav Thöni     | Erwin Stricker   |
| 13.01.1974 | Morzine (FRA)              | Piero Gros       | Hans Hinterseer  | Gustav Thöni     |
| 21.01.1974 | Adelboden (SUI)            | Gustav Thöni     | Piero Gros       | Hans Hinterseer  |
| 02.03.1974 | Voss (NOR)                 | Gustav Thöni     | Hans Hinterseer  | Ingemar Stenmark |
| 09.03.1974 | Vysoké Tatry (TCH)         | Piero Gros       | Ingemar Stenmark | Hans Hinterseer  |

### Slalom
| Datum      | Ort                          | 1. Platz                  | 2. Platz          | 3. Platz                  |
| ---------- | ---------------------------- | ------------------------- | ----------------- | ------------------------- |
| 17.12.1973 | Sterzing (ITA)               | Piero Gros                | Johann Kniewasser | Christian Neureuther      |
| 05.01.1974 | Garmisch-Partenkirchen (FRG) | Christian Neureuther      | Gustav Thöni      | Hansjörg Schlager         |
| 20.01.1974 | Wengen (SUI)                 | Christian Neureuther      | Fausto Radici     | David Zwilling            |
| 27.01.1974 | Kitzbühel (AUT)              | Hans Hinterseer           | Johann Kniewasser | Gustav Thöni              |
| 03.03.1974 | Voss (NOR)                   | Piero Gros                | Ingemar Stenmark  | Johann Kniewasser         |
| 06.03.1974 | Zakopane (POL)               | Francisco Fernández Ochoa | Gustav Thöni      | Hans Hinterseer           |
| 10.03.1974 | Vysoké Tatry (TCH)           | Gustav Thöni              | Ingemar Stenmark  | Francisco Fernández Ochoa |

## Podestplatzierungen Damen

### Abfahrt
| Datum      | Ort               | 1. Platz              | 2. Platz              | 3. Platz           |
| ---------- | ----------------- | --------------------- | --------------------- | ------------------ |
| 06.12.1973 | Val-d’Isère (FRA) | Annemarie Moser-Pröll | Ingrid Gfölner        | Wiltrud Drexel     |
| 19.12.1973 | Zell am See (AUT) | Annemarie Moser-Pröll | Wiltrud Drexel        | Marie-Theres Nadig |
| 05.01.1974 | Pfronten (FRG)    | Annemarie Moser-Pröll | Wiltrud Drexel        | Betsy Clifford     |
| 13.01.1974 | Grindelwald (SUI) | Cindy Nelson          | Annemarie Moser-Pröll | Marie-Theres Nadig |
| 23.01.1974 | Bad Gastein (AUT) | Annemarie Moser-Pröll | Marie-Theres Nadig    | Wiltrud Drexel     |

### Riesenslalom
| Datum      | Ort                | 1. Platz         | 2. Platz              | 3. Platz            |
| ---------- | ------------------ | ---------------- | --------------------- | ------------------- |
| 20.12.1973 | Zell am See (AUT)  | Hanni Wenzel     | Marie-Theres Nadig    | Traudl Treichl      |
| 06.01.1974 | Pfronten (FRG)     | Kathy Kreiner    | Lise-Marie Morerod    | Fabienne Serrat     |
| 09.01.1974 | Les Gets (FRA)     | Claudia Giordani | Barbara Ann Cochran   | Hanni Wenzel        |
| 14.01.1974 | Grindelwald (SUI)  | Monika Kaserer   | Hanni Wenzel          | Christa Zechmeister |
| 25.01.1974 | Bad Gastein (AUT)  | Fabienne Serrat  | Lise-Marie Morerod    | Rosi Mittermaier    |
| 08.03.1974 | Vysoké Tatry (TCH) | Monika Kaserer   | Annemarie Moser-Pröll | Lise-Marie Morerod  |

### Slalom
| Datum      | Ort                  | 1. Platz            | 2. Platz              | 3. Platz              |
| ---------- | -------------------- | ------------------- | --------------------- | --------------------- |
| 07.12.1973 | Val-d’Isère (FRA)    | Christa Zechmeister | Hanni Wenzel          | Marilyn Cochran       |
| 08.01.1974 | Les Gets (FRA)       | Christa Zechmeister | Lindy Cochran         | Annemarie Moser-Pröll |
| 16.01.1974 | Les Diablerets (SUI) | Christa Zechmeister | Fabienne Serrat       | Rosi Mittermaier      |
| 24.01.1974 | Bad Gastein (AUT)    | Christa Zechmeister | Fabienne Serrat       | Monika Kaserer        |
| 27.02.1974 | Abetone (ITA)        | Rosi Mittermaier    | Annemarie Moser-Pröll | Fabienne Serrat       |
| 07.03.1974 | Vysoké Tatry (TCH)   | Rosi Mittermaier    | Danièle Debernard     | Hanni Wenzel          |

## Nationencup
| Rang | Land               | Punkte |
| ---- | ------------------ | ------ |
| 1    | Österreich         | 1315   |
| 2    | Italien            | 766    |
| 3    | Schweiz            | 501    |
| 4    | BR Deutschland     | 427    |
| 5    | Frankreich         | 236    |
| 6    | Vereinigte Staaten | 168    |
| 7    | Liechtenstein      | 147    |
| 8    | Kanada             | 134    |
| 9    | Schweden           | 62     |
| 10   | Spanien            | 46     |
| 11   | Polen              | 34     |
| 12   | Norwegen           | 19     |
| 13   | Australien         | 14     |
| 14   | Tschechoslowakei   | 3      |

| Rang | Land               | Punkte |
| ---- | ------------------ | ------ |
| 1    | Italien            | 705    |
| 2    | Österreich         | 696    |
| 3    | Schweiz            | 280    |
| 4    | BR Deutschland     | 124    |
| 5    | Schweden           | 62     |
| 6    | Spanien            | 46     |
| 7    | Polen              | 34     |
| 8    | Vereinigte Staaten | 26     |
| 9    | Kanada             | 25     |
| 10   | Australien         | 17     |
| 10   | Norwegen           | 17     |
| 12   | Frankreich         | 9      |
| 13   | Tschechoslowakei   | 3      |
| 13   | Liechtenstein      | 3      |

| Rang | Land               | Punkte |
| ---- | ------------------ | ------ |
| 1    | Österreich         | 619    |
| 2    | BR Deutschland     | 303    |
| 3    | Frankreich         | 227    |
| 4    | Schweiz            | 221    |
| 5    | Liechtenstein      | 144    |
| 6    | Vereinigte Staaten | 142    |
| 7    | Kanada             | 109    |
| 8    | Italien            | 61     |
| 9    | Norwegen           | 2      |

## Statistik der Podestplätze
Angegeben werden die Anzahl Podestplätze je Land und Disziplin sowie die Gesamtanzahl.

### Damen
| Land | Land | 1. | 2. | 3. | Total |
| ---- | ---- | -- | -- | -- | ----- |
| 1    | AUT  | 6  | 6  | 4  | 16    |
| 2    | FRG  | 6  | –  | 4  | 10    |
| 3    | FRA  | 1  | 3  | 2  | 06    |
| 4    | LIE  | 1  | 2  | 2  | 05    |
| 5    | USA  | 1  | 2  | 1  | 04    |
| 6    | CAN  | 1  | –  | 1  | 02    |
| 7    | ITA  | 1  | –  | –  | 01    |
| 8    | CHE  | –  | 4  | 3  | 07    |

| Land | Land | 1. | 2. | 3. |
| ---- | ---- | -- | -- | -- |
| 1    | AUT  | 4  | 4  | 2  |
| 2    | USA  | 1  | –  | –  |
| 3    | SUI  | –  | 1  | 2  |
| 4    | CAN  | –  | –  | 1  |

| Land | Land | 1. | 2. | 3. |
| ---- | ---- | -- | -- | -- |
| 1    | AUT  | 2  | 1  | –  |
| 2    | LIE  | 1  | 1  | 1  |
| 3    | FRA  | 1  | –  | 1  |
| 4    | CAN  | 1  | –  | –  |
| 4    | ITA  | 1  | –  | –  |
| 6    | SUI  | –  | 3  | 1  |
| 7    | USA  | –  | 1  | –  |
| 8    | FRG  | –  | –  | 3  |

| Land | Land | 1. | 2. | 3. |
| ---- | ---- | -- | -- | -- |
| 1    | FRG  | 6  | –  | 1  |
| 2    | FRA  | –  | 3  | 1  |
| 3    | AUT  | –  | 1  | 2  |
| 4    | LIE  | –  | 1  | 1  |
| 4    | USA  | –  | 1  | 1  |

### Herren
| Land | Land | 1. | 2. | 3. | Total |
| ---- | ---- | -- | -- | -- | ----- |
| 1    | ITA  | 9  | 8  | 6  | 23    |
| 2    | AUT  | 5  | 9  | 9  | 23    |
| 3    | SUI  | 4  | 2  | 2  | 08    |
| 4    | FRG  | 2  | –  | 2  | 04    |
| 5    | ESP  | 1  | –  | 1  | 02    |
| 6    | SWE  | –  | 3  | 1  | 04    |
| 7    | AUS  | –  | –  | 1  | 01    |

| Land | Land | 1. | 2. | 3. |
| ---- | ---- | -- | -- | -- |
| 1    | SUI  | 4  | 2  | 2  |
| 2    | AUT  | 2  | 4  | 3  |
| 3    | ITA  | 1  | 2  | 2  |

| Land | Land | 1. | 2. | 3. |
| ---- | ---- | -- | -- | -- |
| 1    | ITA  | 5  | 3  | 3  |
| 2    | AUT  | 2  | 3  | 3  |
| 3    | SWE  | –  | 1  | –  |

| Land | Land | 1. | 2. | 3. |
| ---- | ---- | -- | -- | -- |
| 1    | ITA  | 3  | 3  | 1  |
| 2    | FRG  | 2  | –  | 2  |
| 3    | AUT  | 1  | 2  | 3  |
| 4    | ESP  | 1  | –  | 1  |
| 5    | SWE  | –  | 2  | –  |

## Saisonverlauf

### Weltcupplanung
- Die Planung vor der Saison lautete, dass bei den Herren 13 von 21 und bei den Damen 12 von 18 Rennen gewertet werden.
Wenn an einem Ort zwei Rennen durchgeführt wurden und jemand zweimal in die Wertung kam, zählten die erreichten Punkte doppelt (dies galt nur für die Gesamt-, aber nicht für die Disziplinenwertung). Dies war beim 19. FIS-Kongress (7./8. Juni 1973 in Nikosia) beschlossen worden.[1] Die maximale Punktzahl bei den Herren betrug (unter Berücksichtigung dieser «Punkteverdoppelungen») 575, bei den Damen 500.[2]
- Die Saison war hinsichtlich der Gesamtweltcupwertung in Perioden aufgeteilt: Alle Rennen bis Neujahr zählten zur ersten Periode, wovon die vier besten Resultate bei den Herren und die drei besten bei den Damen für die Gesamtwertung herangezogen wurden. Daraufhin sowohl bei den Herren (bis einschließlich Hahnenkamm) und Damen (bis Bad Gastein) von zehn Rennen die besten sechs. Von den restlichen fünf Herren- und vier Damenrennen waren es die jeweils besten drei.[3]
- Es entfiel aber die für 4. März in Cortina d’Ampezzo geplante Damenabfahrt, sodass der dritte Abschnitt hier nur aus drei Rennen bestand, die alle herangezogen wurden (siehe Fußnote zu Verschiebung/Verlegung).
- Für den Disziplinenweltcup zählten jeweils die fünf besten Ergebnisse.
- Wie bisher wurde der Großteil der Herrenrennen an den Wochenenden, jener der Damen während der Woche (mit Trend auf Donnerstag/Freitag) ausgetragen.

### Verschiebung/Verlegung von Rennen
Für die Rennen in Val-d’Isère gab es eine Programmänderung: So wurde der für den 7. Dezember angesetzte Herren-Riesenslalom in zwei Teilen, u. zw. der zweite Lauf erst am 8. Dezember gefahren. Anderseits zog man den für den 8. Dezember geplanten Damenslalom um einen Tag vor. Auf der FIS-Website wurde auch (wahrscheinlich als dessen Weltcup-Premiere) Ingemar Stenmark auf Rang 46 (mit etwas mehr als 13 Sekunden Rückstand auf Sieger Hansi Hinterseer) eingetragen.
Die Gröden-Abfahrt wurde wegen des dortigen Schneemangels in Zell am See gefahren (siehe Fußnote zu „Weitere wichtige Anmerkungen“). Bei den Damen gab es hinsichtlich Pfronten, wo der Breitenberg Schauplatz der Rennen war (und die Kosten von 170.000 DM verursachten), einen Tausch des Slaloms für einen Riesenslalom mit Les Gets. Bei der Lauberhornabfahrt am 19. Januar konnte der obere Teil (Lauberhornschulter bis Hundsschopf, etwa 1,5 km) wegen Schneemangels nicht gefahren werden. Sowohl Sieger Collombin als auch Klammer sprachen von einer leichten Abfahrt. Ab Start-Nr. 18 kam Nebel auf. Der für Maribor geplante Riesenslalom um den Goldenen Fuchs fand in Bad Gastein am 25. Januar statt, weshalb den Podestplatzierten dort die Fuchs-Maskottchen überreicht wurden (siehe Fußnoten zu «Dritter Gesamtweltcupsieg in Folge für Annemarie Moser-Pröll»).
Die für den 4. März geplante Damenabfahrt in Cortina d’Ampezzo wurde vorerst um einen Tag verschoben, musste aber abgesagt werden, da auf der Piste zwei Meter Schnee lagen. Die Absage erfolgte noch am Abend des 4. März. Da bereits ab 6. März der Damenslalom in Vysoké Tatry (gleichzeitig mit jenem der Herren in Zakopane) geplant war, wobei durch die nun aufgetretene Verzögerung das Damenprogramm um einen Tag verschoben wurde, konnte nicht länger zugewartet werden. Cortina war sogar von der Umwelt abgeschlossen, schließlich gelangte der Tross aber nach Zürich, von wo es mit dem Flugzeug weiter in die ČSSR ging. In Vysoké Tatry wurde dann zuerst der Slalom, danach erst der Riesenslalom ausgetragen.

### Vorkommnisse und (Vor-)Entscheidungen
- Im französischen Team kam es gleich zum Auftakt in Val-d’Isère zu einer «Revolte» gegen Teamchef Georges Jaubert und in der Folge zum Ausschluss von sechs Läufern, u. zw. Jean-Noël Augert, Patrick Russel, Henri Duvillard, Roger Rossat-Mignod und den Lafforgue-Schwestern.[11]
- Es gab dazu auch die Meldung, dass Jean-Claude Killy und Léo Lacroix deren Betreuung im Hinblick auf die Weltmeisterschaften übernehmen sollten, damit «dort die besten Franzosen starten sollten».[12] Dazu ist es aber nicht gekommen, die ausgesprochenen Ausschlüsse blieben aufrecht. Die französischen Damen kamen zwar dank Fabienne Serrat bei den Weltmeisterschaften zu Doppelgold, und Serrat (mit erstmaligem Weltcup-Sieg) und andere Damen konnten auch in der Folge gute Ergebnisse erreichen, während das stark dezimierte Herrenteam für sehr viele Jahre kaum in Erscheinung treten konnte. In der gegenständlichen Saison waren es einmal ein siebter Platz von Claude Perrot beim Slalom am Lauberhorn sowie nochmals Perrot in Berchtesgaden, auch einmal Laurent Mazzili in Saalbach-Hinterglemm und Alain Navillod in Zakopane mit jeweils Rang 10 in den dort ausgetragenen Riesenslaloms sowie Roland Roche mit Rang 9 am Ganslernhang, welche dem zur «Petit Nation» mutierten Team Plätze in den «Top Ten» einbrachten. Erst Michel Vion gelang in der Kombination in Garmisch-Partenkirchen (13./14. Februar 1982) mit Rang 2 wieder ein Weltcup-Podest (dazu der überraschende Kombinationstitel bei den Weltmeisterschaften 1982 in Schladming), und er war es auch, der (erneut in der Kombination, diesmal am 20./21. Januar 1985 in Wengen), die Serie der Sieglosigkeit beendete.
- Christa Zechmeister, der vier Slalomsiege in Serie gelangen und die mit ihrem Startsieg am 7. Dezember zur überhaupt jüngsten Weltcupsiegerin avancierte (sie ist es im Februar 2018 noch immer), war die erste Läuferin, die einen Disziplinenweltcup (Slalom) für den DSV erringen konnte.
- Die deutschen Damen gewannen überhaupt alle Slaloms der Saison.
- Dritter Gesamtweltcupsieg in Folge für Annemarie Moser-Pröll: Praktisch bereits nach dem Slalom am 24. Januar (Marie-Theres Nadig hätte dies mit einem Sieg im Riesenslalom in Bad Gastein und drei Siegen in den folgenden vier Rennen, bei gleichzeitig keinen einzigen Punkt mehr für Moser vollbringen können), aber theoretisch einen Tag später mit Rang 4 im genannten Riesenslalom mit 228 Punkten und dadurch 102 Zähler vor Zechmeister.[13][14]
- Moser-Pröll hatte außerdem ihre Siegesserie in den Abfahrten fortgesetzt: Zu den acht des Vorjahres kamen noch drei dazu, so dass sie saisonübergreifend elf hatte gewinnen können, ehe die Serie in Grindelwald durch die erstmals siegreiche Cindy Nelson unterbrochen wurde. Nelson gelang damit zugleich das erste Damen-Podium in einer Weltcup-Abfahrt für den US-Verband, der bis zu jenem 13. Januar 1974 15 Siege (11 Slalom, 4 Riesenslalom), 22 zweite Plätze (je 11 Slalom und Riesenslalom) und 27 dritte Plätze (17 Slalom, 10 Riesenslalom) erreicht hatte.
- Mit Hanni Wenzel, Kathy Kreiner, Claudia Giordani und Fabienne Serrat gab es noch weitere vier Athleten, denen erstmals ein Weltcupsieg gelang, wobei Wenzel überhaupt erstmals das Fürstentum auf Rang 1 brachte, zudem auch noch die Riesenslalom-Disziplinenwertung gewann, und auch Giordani (nach dem Abfahrtserfolg von Giustina Demetz vom März 1967 in Sestriere) die zweite Dame des italienischen Verbandes war, der ein Weltcuperfolg gelang.
- Ähnlich wie Pröll dominierte seitens der Herren Roland Collombin die Abfahrtsrennen. Franz Klammer landete in der Schladminger Abfahrt seinen ersten Sieg, doch Herbert Plank wurde ebenfalls mit seinem ersten Sieg zum Saisonauftakt in Val-d’Isère zum jüngsten Sieger einer Weltcupabfahrt (er ist es auch Anfang März 2018).
- Weitere Premierensiege gelangen Hubert Berchtold und auch Olympiasieger Francisco Fernández Ochoa.
- Am 5. Januar in Garmisch-Partenkirchen war es erstmals, dass zwei Läufer des DSV in einem Herrenslalom (Sieger Christian Neureuther, Rang 3 Hansjörg Schlager) am Podest standen.
- Rang 5 von Franz Klammer bei der Hahnenkammabfahrt wurde von den österreichischen Medien als Niederlage eingestuft. Bei den italienischen Läufern (Anzi mit Nr. 28 und Besson mit Nr. 2 ex-aequo-Zweite) fiel deren saubere technische Skiführung besonders auf. Triebfeder für die guten Leistungen war auch die interne Qualifikation für die Weltmeisterschaften.[15][16]
- Erstmals seit 1961 (damals Gerhard Nenning) konnte wieder mit Hansi Hinterseer ein Österreicher den Hahnenkamm-Slalom gewinnen.
- Erster Weltcup-Gesamtsieg für Piero Gros: Da die Rennen in der dritten Periode nur technischen Disziplinen umfassten, machten Gros und Gustav Thöni den Sieg unter sich aus. Selbst nach dem Riesenslalom in Voss führte zwar noch Collombin mit 140 Punkten. Dahinter waren Hinterseer (132), Gros (131), Klammer (125) und Thöni (120) platziert, die alle zwar theoretisch Chancen auf den Gesamtsieg hatten. Aufgrund dessen, dass Collombin und Klammer auf diesem Gebiet weniger stark waren, konnte es nurmehr ein Dreikampf werden. Klammer schied zudem im Voss-Slalom aus, und Gros übernahm mit 156 Punkten die Führung vor Collombin (140) und Hinterseer (139) (siehe Fußnote zur Absage der Damenabfahrt in Cortina). In Zakopane gab es eine gewisse Dramatik, denn Gros wurde nach Halbzeitführung aufgrund eines schweren Fehlers (er verfehlte ein Tor und stieg zurück) nur Zehnter. Damit hielt er nun mit 157 Punkten vor Hinterseer (151), Thöni hatte mit Collombin (140) gleichgezogen.[17] Gros’ Riesenslalomsieg führte die Entscheidung herbei: Er gewann zugleich erstmals sowohl den Gesamt- als auch Riesenslalom-Weltcup. Thöni verfiel der Disqualifikation, konnte aber mit dem Sieg im abschließenden Slalom noch an Hinterseer in der Gesamtwertung vorbeiziehen und auch die Slalomkugel holen.[18]
- Dank des Doppelsieges im Herren-Weltcup mit Gustav Thöni und Piero Gros gelang es Italien erstmals, die Herrenwertung im Nationencup (knapp) für sich zu entscheiden.

### Weitere wichtige Anmerkungen
- Die ÖSV-Herren fuhren Anfang August wieder zu einem Sommertraining nach Chile; die Rückkehr in Österreich war für 24. August geplant.[19] Weiters richtete sich die Konzentration der ÖSV-Führung darauf, mit David Zwilling einen Gesamt-Weltcupsieger zu stellen; dementsprechend wurde eine Order erlassen, alles für den Salzburger unterzuordnen, wovon besonders die weiteren Allrounder Franz Klammer und Reinhard Tritscher betroffen waren.[20]
- Die Schweizer und Franzosen hatten neue Rennanzüge: noch enger, noch weniger Luftwiderstand.[21]
- Ein Generalstreik beim französischen Rundfunk führte dazu, dass es von den Startrennen in Val-d’Isère keine TV-Übertragung gab (Gerd Prechtl vom ORF kam damit um seine Premiere als Kommentator).[22] Allerdings zeigte auch das ORF-Fernsehen selbst von den Dezember-Rennen in Saalbach und Zell am See nichts direkt (nicht wegen eines Streiks; sondern weil an diesen Orten die technischen Voraussetzungen noch nicht gegeben waren).
- Die „Punkte-Verdoppelungs-Regelung“ griff kaum: Reinhard Tritscher gelang es in der ersten Periode als einzigem Läufer, davon zu profitieren, als er in Val-d’Isère im Riesenslalom Sechster und in der Abfahrt Vierter wurde.[23][24]
- Franz Klammer wäre beinahe noch der Zweite in Sachen Verdoppelung gewesen: Der Abfahrtslauf der Herren in Zell am See (Ersatzrennen für Gröden) wurde trotz der Einsprüche des nach einem Jahr in den Weltcup zurückgekehrten Franz Vogler und anderer Läufer wegen des Nebels gestartet und musste nach Startnummer 45 unterbrochen werden. Die ersten Nummern waren klar im Nachteil (Philippe Roux mit Nummer 1 wurde 77. und Vorletzter, Roland Thöni mit Nummer 6 Letzter. Sieger Karl Cordin hatte die Nummer 8, der Zweite Roland Collombin die Nummer 14). In späterer Folge nützte Reto Beeli mit Nummer 72 die Gunst der Stunde und platzierte sich auf Rang 7. Damit rutschte Klammer auf Rang 11, womit er (nach seinem vierten Platz vom Riesenslalom in Saalbach) nicht in den Genuss der Punkteverdoppelung (es wären 24 geworden) kam.[25][26]
- Franz Vogler, in 1:56,08 um fast 9 Sekunden hinter der Siegerzeit von 1:47,43 auf Rang 52, sagte, die Läufer hätten sich nicht gegen den Start an sich gewehrt, den „sind wir dem Veranstalter, der sich wohl mehr Mühe wie jeder andere zuvor gemacht hat, und dem Publikum schuldig. Aber es ist ungerecht, wenn diese Rennen im Weltcup gewertet und wenn bei ihm FIS-Punkte, die ja für die Rangliste ausschlaggebend sind, vergeben werden“. Er räumte aber auch hinsichtlich dessen, dass die Österreicher, die den einwandfrei schnellsten Ski hatten und unbedingt starten wollten, ein, „Wir hätten in gleicher Situation wohl dasselbe getan“. Opfer der Verhältnisse war auch Bernhard Russi geworden (Rang 44 in 1:54,83).[27]
- Eine weitere Novität (und Seltenheit) war bei dieser Abfahrt, dass es am Podest auf Grund einer Dreifach-Ex-aequo-Platzierung auf Rang 3 fünf Läufer am Podest gab. Dieses „Phänomen“ gab es erst wieder am 1. Dezember 2018 beim Herren-Super-G in Beaver Creek mit ebenfalls drei Läufern am Rang 3.
- Überraschend kam beim Damen-Riesenslalom in Zell am See keine österreichische Läuferin in die Punkteränge (Bestplatzierte war Ingrid Gfölner auf Rang 12 mit Rückstand von 1,77 s, Annemarie Pröll scheint auf Platz 14 auf).
- Die Herrenabfahrt in Schladming stellte die Weltcup-Premiere für die Stadt im Ennstal dar und lockte 15.000 Besucher an. Schon damals wurden am Start vier Fernsehapparate aufgestellt. Den Streckenrekord hielt bisher Josef Loidl mit 2:10,89, während Klammer nun 1:41,77 fuhr.[28][29]
- Der Lauberhornslalom verlief sehr ausfallsreich: Von 105 Gestarteten kamen 81 nicht in die Wertung.[30]
- In der Hahnenkammabfahrt wurde der bisher von Jean-Claude Killy aus dem Jahr 1967 gehaltene Streckenrekord von 2:11,92 durch 45 der 54 platzierten Läufer unterboten, wobei Sieger Collombin in 2:03,29 um 8,33 Sekunden schneller war.[31]
- Nach den Weltmeisterschaften gab es eine (zusätzliche) zweiwöchige Weltcup-Pause. In der ersten Woche wurden diverse Teilnehmer in ihren Heimatorten feierlich empfangen, in der zweiten hielten die Verbände ihre nationalen Meisterschaften ab, die Österreicher im Bregenzer Wald, wobei sogar die Französinnen mitgefahren sind. Und letztlich gab es dort noch eine Verwirrung wegen des Kombinationsmeisters…[32][33][34][35][36]

### Rücktritte
- Stefano Anzi, Andrzej Bachleda, Edmund Bruggmann, Bob Cochran, Josef Loidl, Andreas Sprecher, Marcello Varallo und Franz Vogler bzw. Barbara Ann Cochran, Marilyn Cochran (diese beiden im Juli 1974[37]), Danièle Debernard.
- Einen Rücktritt anderer Art gab es noch am 11. Mai durch Frankreichs Herren-Cheftrainer Georges Joubert; wie er angab, angesichts der herrschenden sportlichen Krise, jedoch wurde als Grund eher die 30%ige Budgetkürzung vermutet.[38]

## Rennen außerhalb des Weltcups
Den an zwei Tagen gefahrenen Riesenslalom in Mayrhofen (5./6. April) gewann Ernst Good, der damit den nach dem ersten Tag vor ihm führenden Willi Frommelt noch abfing.